# Прощальная симфония (роман)
«Прощальная симфония» (англ. The Farewell Symphony) — роман Эдмунда Уайта, заключительная часть его автобиографической трилогии, продолжение новелл «История одного мальчика» и «Красивая комната пуста».

## Содержание
Действие в романе охватывает временной период с 1960-х по 1990-е годы. Это история писателя-гея, который пережил большинство своих друзей, его рассказ о годах жизни в Нью-Йорке, Риме и Париже, о борьбе за выживание и стремлении к признанию. Обзор культурной жизни Манхеттена сочетается в романе с закулисными сценами секса и садомазохизма.

## Аллюзии
Название романа является аллюзией на прощальную симфонию Йозефа Гайдна, при исполнении которой музыканты покидают сцену один за другим до тех пор, пока на ней не останется одна скрипка, которая продолжает играть.